# Mojca Vedernjak
Mojca Vedernjak, slovenska mezzosopranistka, * 1967, Ljubljana.
Mezzosopraniska Mojca Vedernjak je končala študij petja na Ljubljanski Akademiji za glasbo v razredu prof. Eve Novšak - Houška in nadaljevala podiplomski študij na Musik Akademie Basel v koncertnem razredu Kurta Widmerja, prav tako je bila članica opernega studija Basel (Musik Akademie Basel). Mojstrske tečaje je opravila pri Arleen Auger, Antonio Toniniju, Nicolas Giustiju, Brigitte Fassbaender in Petru Schreierju, nadaljnje pevsko izpopolnjevanje pa pri Antonie Denygrovi (v Pragi) in Carol Smith (v Zürichu).
Je prejemnica študentske Prešernove nagrade v letu 1991, finalistka in prejemnica nagrad na pevskih tekmovanjih "s’Hertogenbosch 1998", "6. Internationaler Koloraturgesangswettbewerb S. Geszty 1998" in "XII Concours International de Chant de Verviers 1997".
V sezoni 1998/99 je bila članica opernega studija v operni hiši v Zürichu. Leta 1998 izzide v samozaložbi njena zgoščenka "Banalnosti" - „Banalités“ s samospevi F. Poulenca, L.M. Škerjanca, A. Schönberga, U. Kreka und X. Montsalvatgeja, ki jo skupaj s stalno glasbeno sodelavko, bolgarsko pianistko Stefko Perifanovo, predstavi na recitalih v Sloveniji, Švici in pariškem glasbenem sejmu "Musicora".
Med leti od 1999 do 2003 deluje Mojca Vedernjak v glasbenem gledališču Bielefeld (Nemčija), kjer z velikim uspehom nastopa v vlogah kot Janko v "Janko in Metka" ("Hänsel und Gretel") , Idamantes v "Idomeneo", Gimnazijast v "Lulu", Angiolina v "Pepelki" - "La Cenerentola" , Rosina v "Seviljskem brivcu" - "Il Barbiere di Siviglia", Dorabella v "Take so vse" - "Cosi fan tutte", kot prinz Orlofsky v "Netopirju" - "Die Fledermaus" in Charlotte v "Werther"-ju.
Kot posebno umetniško priznanje prejme leta 2000 t. i. operni taler - "Opernthaler" društva "Theater-und Konzertfreunde Bielefeld".
Od leta 2003 deluje Mojca Vedernjak kot svobodna umetnica, še posebej se posveča poustvarjanju Händlovih, Mozartovih in Rossinijevih oper. Različna gostovanja jo vodijo v Linz, Celovec, Basel, Hannover, Würzburg, Gießen, Bern, Neuchâtel itd. ter na operne festivale v Nemčiji, Franciji ter Italiji.
V sezoni 2005/06 je Mojca Vedernjak v gledališču Gießen pela kot "Cecilio" v Mozartovi operi "Lucio Silla", v produkciji Berner Bach Chor-a  v Bernu in Neuchatelu pa poustvarila vlogo "Marguerite" v Berliozovi operi "La Damnation de Faust ". Kot "Marchesa Melibea" je v Bielefeldu pela v Rossinijevi operi "Il Viaggio a Reims".
Kot koncertna pevka sodeluje v glasbenih projektih v Parizu, Lillu, Barceloni, Metzu , Zürichu, Bernu in Baslu, med drugim z dirigenti kot Michael Hoffstetter, Jacques Mercier, Thomas Rösner, Jean Claude Casadesus, Uroš Lajovic, Howard Griffiths in Uwe Gronostay.